# Bellini (nhóm nhạc)
Bellini là một nhóm nhạc nữ người Đức thành lập năm 1997. Nhóm gồm ba thành viên là: Maria Efeldt, Tracey Ellis và Myrthes Monteiro. Đứng đằng sau nhóm là bộ đôi nhà sản xuất Ramon Zenker và Gottfried Engels, còn được biết đến với tên gọi The Bellini Brothers (Anh em Bellini). Nhóm vốn được đặt tên để tưởng nhớ đến huyền thoại bóng đá người Brasil, Hilderaldo Bellini.

## Các thành viên
Giai đoạn 2013–nay:
- Myrthes Monteiro (2013–nay)
- Tracey Ellis (2013–nay)
- Maria Efeldt (2013–nay)

### Thành viên cũ
Giai đoạn 1997-1999:
- Onni Khoei-Arsa (1997-1999)
- Dandara Santos-Silva (1997-1998)
- Tanja Niethen (1997-1998)
- Dewi Sulaeman (1997-1998)
- Mustafa Makhloufi (1997)

Giai đoạn 1999-2009:
- Sabrina Schmieder (1999-2009)
- Fabiana (1999-2003)
- Emilia Rizzo (2004-2004)
- Milena (2005-2009)
- Annemarie Carpendale (2000-2005)

## Danh sách đĩa nhạc
- Samba de Janeiro (năm 1997)[1] - nhạc nền nhảy samba vô cùng phổ biến ở Việt Nam
- Festival (năm 2014)

## Giải thưởng
- Giải Echo dành cho ca khúc "Samba de Janeiro" ở hạng mục "Nghệ sĩ hay Nhóm nhạc Quốc gia thuộc dòng nhạc Dance/Techno" (năm 1997).